# Jemimah Rodrigues
Jemimah Ivan Rodrigues (* 5. September 2000 in Mumbai, Indien) ist eine indische Cricketspielerin, die seit 2018 für die indische Nationalmannschaft spielt.

## Kindheit und Ausbildung
Rodrigues wuchs im Stadtteil Bhandup auf und zog dann mit ihren Eltern und ihren beiden Brüdern in den Stadtteil Bandra, ⁣⁣ um dort bessere sportliche Voraussetzungen zu haben. Ihr Vater begann dann als Cricket-Coach an ihrer Schule und gründete dort das Mädchen-Team. Als 13-Jährige debütierte sie im U19-Team von Mumbai Women. In der Folge war sie Teil des India A Teams und spielte auf nationaler Ebene, wodurch sie den Selektoren der Nationalmannschaft auffiel.

## Aktive Karriere
Rodrigues gab ihr Debüt in der Nationalmannschaft im Februar 2018, als sie in der WTwenty20-Serie in Südafrika unter anderem 44 Runs erreichte. Kurz darauf folgte in der WODI-Serie gegen Australien auch ihr Debüt in dieser Spielform. Ihr erstes Fifty erreichte sie kurz darauf in einem heimischen WTwenty20-Drei-Nationen-Turnier als ihr gegen Australien 50 Runs gelangen. Zwei weitere (57 und 52* Runs) gelangen ihr in der WTwenty20-Serie in Sri Lanka im September 2018. Ihre erste Weltmeisterschaft spielte sie beim ICC Women’s World Twenty20 2018, bei dem sie gegen Neuseeland ein Half-Century über 59 Runs erreichte. Bei der Tour in Neuseeland im Januar 2019 erreichte sie zunächst ihr erstes Fifty im WODI-Cricket, als ihr 81+ Runs gelangen, bevor sie auch in der WTWenty20-Serie ein Half-Century über 72 Runs gelangen.
Zu Beginn der Saison 2018/19 gelang ihr gegen Südafrika ein Fifty über 55 Runs. Bei der folgenden Tour in den West Indies erzielte sie zunächst ein Fifty (69 Runs) in den WODIs, bevor ihr ein weiteres in den WTwenty20s gelang. Beim ICC Women’s T20 World Cup 2020 konnte sie unter anderem gegen Bangladesch 34 Runs erreichen. Nachdem ihre Leistungen bei der Tour in England im Sommer 2021 nicht überzeugten wurde sie aus dem Kader gestrichen. Sie kehrte danach bei den WTwenty20s der Tour in Australien im Oktober 2021 wieder ins Team zurück und erzielte dabei 49* Runs. Jedoch reichte dies nicht, um wieder ihren Weg zurück in das WODI-Team zu finden und so war sie nicht im Kader des Women’s Cricket World Cup 2022 vertreten als stattdessen Yastika Bhatia im Team belassen wurde. Zurück im Team im Juni 2022 in Sri Lanka erzielte sie im ersten WTWenty20 36* Runs und wurde dafür als Spielerin des Spiels ausgezeichnet.